# يوهانس غوتليب غلاوبر

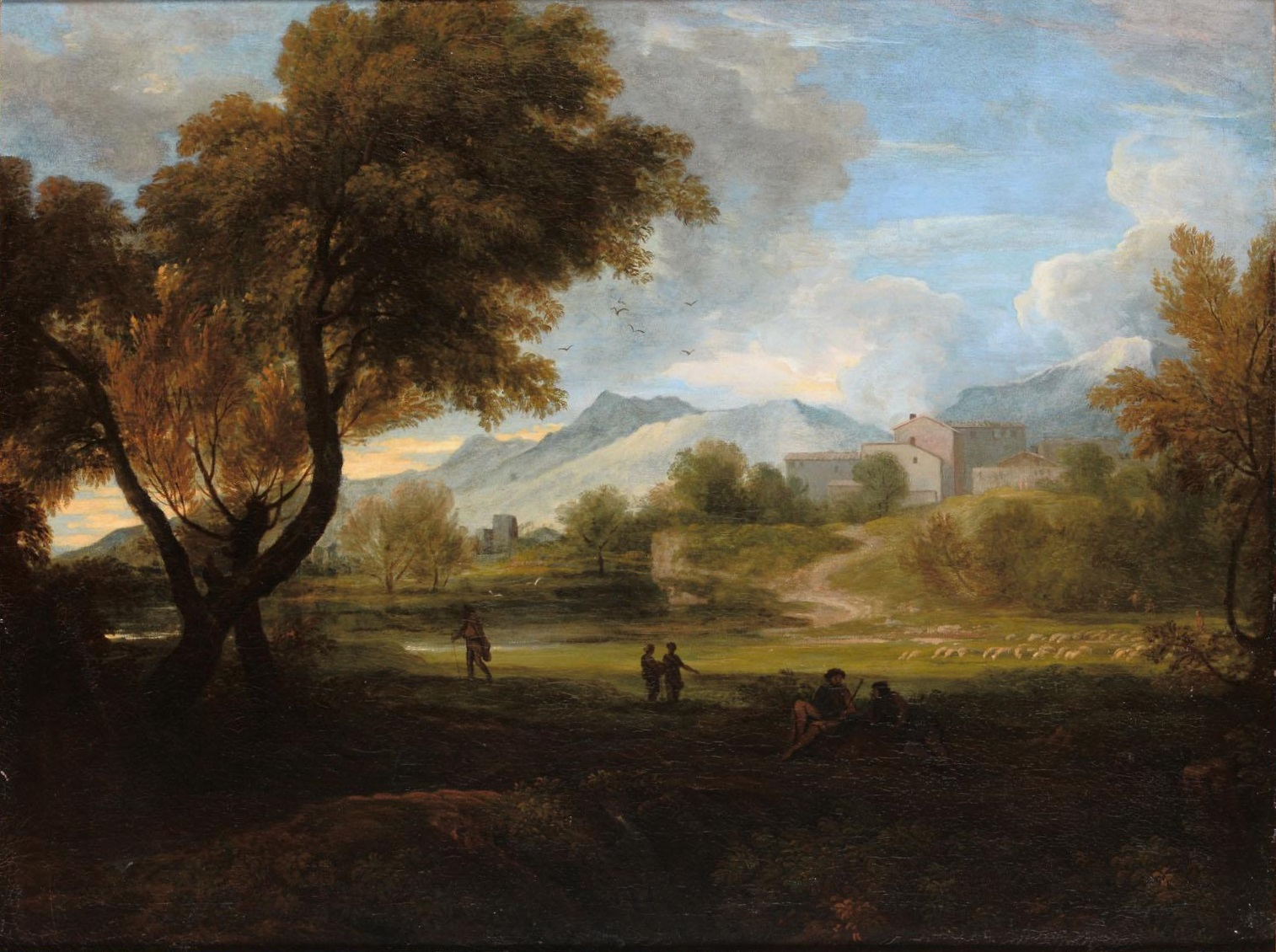
لوحة للرسام يوهانس غوتليب غلاوبر.

يوهانس غوتليب غلاوبر هو رسام هولندي، ولد في 1656 في أوترخت في هولندا، وتوفي في 1703 في فروتسواف في بولندا.